# YNKB
YNKB står for Ydre Nørrebro Kulturbureau.
YNKB er et kunstnerisk initiativ oprettet i november 2001, der har til formål at fokusere på bykultur. 
Blandt gruppens aktiviteter kan nævnes workshops om nytteværdien af tiltag i lokalområdet, produktion af lokaltv på Kanal København, samt deltagelse i diverse udstillinger lokalt og internationalt.
Gruppen består af:
- Kirsten Dufour Andersen
- Finn Thybo Andersen
- Thomas Bo Østergård
- Ninna M. Poulsen
- Tine Tvergaard
- Morten Bencke
- Rasmus Brinck Pedersen
- Joen P. Vedel
- Eva La Cour
- "Stoffer" - Michael Christensen
- Katrine Skovgaard

## Eksterne links
- YNKB.dk